# Черноерковская
Черноерковская — станица в Славянском районе Краснодарского края. Административный центр Черноерковского сельского поселения.

## История
Казачьи хутора на месте нынешней станицы появились в 1816—1820 годах, в 1865 году на их базе был образован посёлок (хутор) Черноерковский (на земельном юрте станицы Петровской), который не позже 1926 года преобразован в станицу Черноерковскую.

## География
Станица расположена в дельте Кубани, в 30 км северо-западнее районного центра — города Славянск-на-Кубани.
Терноватый ерик, на запад от станицы — Восточный лиман, на восток — Мечетный лиман.

### Улицы
| - пер. Западный - пер. Кубанский - пер. Таманский - пер. Черноморский - ул. Азовская - ул. Восточная - ул. Горького - ул. Долгая - ул. Дружбы - ул. Западная - ул. Зелёная | - ул. Комсомольская - Ул. Красная - ул. Ленина - ул. Мира - ул. Мичурина - ул. Октябрьская - ул. Полевая - ул. Пролетарская - ул. Пушкина - ул. Рабочая - ул. Свободная | - ул. Северная - ул. Славянская - ул. Советская - ул. Совхозная - ул. Степная - ул. Суворова - ул. Целинная - ул. Чапаева - ул. Школьная - ул. Энгельса - ул. Южная |

## Население
| 2002 | 2010  | 2021  |
| ---- | ----- | ----- |
| 3807 | ↘3416 | ↘3267 |

## Достопримечательности
- Памятник труженикам тыла